# Mormia halophila
Mormia halophila är en tvåvingeart som först beskrevs av Vaillant 1981.  Mormia halophila ingår i släktet Mormia och familjen fjärilsmyggor. Inga underarter finns listade i Catalogue of Life.